# Алнеры
Алнеры — деревня в Сухиничском районе Калужской области России. Административный центр сельского поселения «Деревня Алнеры».

## География
Деревня находится в центральной части Калужской области, в зоне хвойно-широколиственных лесов, в пределах Барятинско-Сухиничской равнины, на берегах реки Гольчи, к западу от автодороги 29Н-418, на расстоянии примерно 2 километров (по прямой) к северо-северо-западу от города Сухиничи, административного центра района. Абсолютная высота — 208 метров над уровнем моря.

### Климат
Климат характеризуется как умеренно континентальный, с тёплым летом и умеренно морозной снежной зимой. Среднегодовая многолетняя температура воздуха составляет 4 — 4,6 °С. Средняя температура воздуха самого тёплого месяца (июля) — 18 °C (абсолютный максимум — 38 °C); самого холодного (января) — −8,2 — −6 °C (абсолютный минимум — −46 °C). Безморозный период длится в среднем 149 дней. Среднегодовое количество атмосферных осадков составляет 654 мм, из которых 441 мм выпадает в период с апреля по октябрь. Снежный покров держится в течение 139 дней.

### Часовой пояс
Деревня Алнеры, как и вся Калужская область, находится в часовой зоне МСК (московское время). Смещение применяемого времени относительно UTC составляет +3:00.

## История
По сведениям ветерана Великой Отечественной войны, директора Алнерской школы Будановой Анастасии Дмитриевны (работала в этой должности до 1979 г.) название деревни Алнеры происходит от польского слова «Жѐлнер» и означает «солдат». Говорят, что раньше на этом месте располагалась стоянка польских солдат, после чего возникло поселение. По другой версии в названии села Алнеры есть суффикс – «ер», а он может быть из слов тюркских языков, индийских. Так как в Индии есть город Дженсер-Алнер. А может быть, происхождение этого топонима кроется со времѐн монгольского нашествия. По словам Черкасовой Нины Павловны, советника Губернатора Калужской области и местного краеведа, название села звучало как Орнеры, «ор» — возвышенность, «еры» – вода, «возвышенность над водой». В документах 15 века упоминается волость Алнеры (старое название Орнеры и Арнеры), которая при замирении с Польшей в 1619 году осталась за Россией. В селах Брынь, Алнеры, Кириллово в 1970-х годах сотрудниками Верхнеокской археологической экспедиции были обследованы городища и селище. Их культурный слой относится к 11- 12 векам. Село Алнеры входило в состав Мещовского уезда Смоленской губернии. На северо-востоке от Сухиничей (бывшей Смоленской губернии, теперь Калужской области) на расстоянии 7 км от города, левее Мещовского шоссе, в направлении от Сухиничей к Мещовску, находятся Алнеры. В 1875 году в селе Алнеры был открыт фельдшерский пункт, обслуживающий Фроловскую, Попковскую и Троснянскую волости. Постоянно дежурил на пункте только фельдшер, проживающий в Алнерах. Раз в неделю для приема больных приезжал врач Мещовской уездной больницы. В каждой деревне был колхоз. В Бариново — «Красный Ударник»; в Левково — «Первое Мая»; в Кипячке — «Пролетарий»; в Руднево — «Вторая Пятилетка». Затем Левково и Алнеры объединились в колхоз — «Первое Мая». Радостную жизнь людей нарушила весть о начале Великой Отечественной войны. Все мужчины сражались на фронтах. Население подверглось временной оккупации. Хозяйство было разрушено. 178 человек из населенных пунктов Алнерского сельского совета не вернулись с войны. Школа пострадала частично. В ней размещался военный госпиталь. В 30-39 годы в Алнерский сельский совет входило 9 деревень: Бариново, Руднево, Мочальники, Колодези, Свечи, Кипячка, Левково, Алнеры, Кривское, а сейчас входят 7 деревень: Свечи, Кипячка, Кривское, Колодези, Руднево, Лѐвково и сами Алнеры.

## Достопримечательности

### Древнее городище
В деревне Левково (сельское поселение Алнеры) расположено древнее городище 9 века. Живет в поселении легенда, что на городище стояла церковь с золочеными воротами, вокруг избы жителей, а поодаль — кладбище. Легенда гласит, что церковь провалилась под землю, и еще долго из недр земли можно было слышать звуки колокола. В послевоенное время у подножия городища, на берегу речки Гольча, можно было найти фрагменты берестяных грамот. Но местные жители не занимались историей села, сложное было время, нужно было восстанавливать разрушенное хозяйство. Приезжающие к нам на экскурсии, с большим интересом посещают это место.

### Мемориал «Погибшим воинам землякам»
В 2011 году была начата работа по организации комплекса и возведения памятника, который посвящѐн погибшим воинам[1]землякам. Строительство стало возможным, благодаря собранным средствам. Посильную помощь оказали и жители поселения, учителя и руководители организаций. Самая ответственная работа легла на плечи Гераськиных, отца – Владимира Александровича и сына – Алексея Владимировича, местных предпринимателей из деревни Колодези. Они занимаются сварочно – токарным делом. Семейный тандем работал над проектом, затем и по строительству этого памятника. В мае 2012 года в деревне Алнеры прошло торжественное открытие памятника «Погибшим воинам-землякам».

## Население
| 2002 | 2010 |
| ---- | ---- |
| 58   | ↘48  |

### Половой состав
По данным Всероссийской переписи населения 2010 года в гендерной структуре населения мужчины составляли 54,2 %, женщины — соответственно 45,8 %.

### Национальный состав
Согласно результатам переписи 2002 года, в национальной структуре населения русские составляли 100 %.